# 영앤레클리스
영앤레클리스는 대한민국의 래퍼다. 2019년 싱글 앨범 [담배]로 데뷔했다.

## 방송
- 하고싶은말을해라 2 (2021) - Top4

## 공연
- CRUMP VOL.9 (2020)